# SPECTRE
SPECTRE (siglas de Special Executive for Counter-intelligence, Terrorism, Revenge and Extortion; literalmente ‘Ejecutivo Especial de Contraespionaje, Terrorismo, Venganza y Extorsión’), ocasionalmente referida en español como SPECTRA (siglas de Sociedad Permanente Ejecutiva de Contraespionaje, Terrorismo, Rebelión y Aniquilamiento) es una organización secreta terrorista ficticia que aparece en las novelas escritas por el británico Ian Fleming sobre el espía James Bond, y en las películas y videojuegos basados en esas mismas novelas.
Dirigida por Ernst Stavro Blofeld, la organización apareció por primera vez en la novela Operación Trueno, y en la película Dr. No.

## Filosofía y objetivos
En las películas, el objetivo de la organización es lograr el dominio del mundo. Para conseguirlo, su estrategia se basa en la analogía de los tres peces luchadores del Siam que Blofeld conserva en un acuario en la versión fílmica de Desde Rusia con amor. Blofeld señala que uno de los peces evita pelear contra los otros dos hasta que su lucha haya concluido, para luego atacar al debilitado ganador y matarlo con facilidad. De allí la estrategia de SPECTRE de provocar conflictos entre dos enemigos poderosos (las superpotencias), esperando que ambos se agoten y sean vulnerables ante la eventual movida de SPECTRE por lograr el poder.
En las novelas, SPECTRE es una empresa comercial integrada por los criminales de Europa dirigidos por Blofeld. Su primera aparición fue en Operación Trueno, donde SPECTRE amenaza con desatar el holocausto nuclear. La organización vuelve a ser mencionada en La espía que me amó (Bond estuvo investigando sus actividades en Toronto previo al relato). Su tercera aparición ocurre en Al servicio secreto de su majestad, donde Blofeld es contratado por un país o grupo indeterminado (pese a que la implicación de la Unión Soviética) para ejecutar un plan que arruine la agricultura británica. Blofeld, sin SPECTRE, aparece nuevamente en Sólo se vive dos veces.
El cuartel general de la organización, tanto en la película como en la novela Operación Trueno, se halla en París, operando tras la máscara de una organización internacional de ayuda a refugiados (FIRCO en las novelas; International Brotherhood for the Assistance of Stateless Persons en las películas).
Dentro de la organización, la disciplina es extremadamente severa, y el castigo por la desobediencia o el fracaso es la muerte. Tal como Blofeld dice en varias ocasiones: «Esta organización no tolera el fracaso». Incluso, para maximizar el impacto de tales ejecuciones, Blofeld suele enfocar su atención en un miembro que sea inocente y fingir que su muerte es inminente, para atacar súbitamente a su verdadero objetivo cuando este baja la guardia.
La organización SPECTRE de Fleming posee elementos inspirados en los sindicatos de la mafia y los carteles criminales que fueron perseguidos por la ley en los años 1950. El estricto código de lealtad y silencio, y las duras consecuencias provocadas por su violación, eran el sello distintivo de las familias de la mafia.

## Liderazgo
SPECTRE es dirigida por el supervillano Ernst Stavro Blofeld, quien en las películas suele aparecer acompañado por un gato persa blanco, no así en los libros. Tanto en los filmes como en las novelas, Emilio Largo es el segundo al mando. En las novelas se afirma que si algo le pasara a Blofeld, Largo asumiría el mando. La primera y única aparición de Largo ocurre en Operación Trueno.
En las novelas, los números pertenecientes a los miembros inicialmente fueron asignados al azar y rotados de a dos dígitos cada mes para evitar ser detectados. Por ejemplo, quien fuese Número 1 durante un mes, sería Número 3 al siguiente. Al momento de los hechos narrados en Operación Trueno, el líder, Blofeld, había sido designado “Número 2”, mientras que Emilio Largo era “Número 1”. En las películas, el número sirve como indicador del rango: Blofeld siempre es “Número 1” y Largo, en Operación Trueno, es “Número 2”.
El consejo de SPECTRE tenía un total de 11 miembros. Blofeld era el presidente debido a que él había fundado la organización, y Largo fue elegido por el consejo para ser su segundo al mando.
Este singular uso de la numeración tal vez haya sido tomado deliberadamente de las organizaciones revolucionarias, donde los miembros se agrupan en células y se definen numéricamente para evitar ser identificados y traicionados. Al desviar la atención del verdadero líder, este queda protegido y la estructura organizacional también permanece confusa para los servicios de inteligencia.

## Apariciones

### Novelas
En la serie original de novelas sobre James Bond, la primera y última aparición de SPECTRE como poder mundial es en la novela Operación Trueno, publicada en 1961. Allí, bajo el liderazgo de Blofeld, SPECTRE procura chantajear a la OTAN con la amenaza de un misil nuclear. Tras su aparente disolución, en el siguiente libro, La espía que me amó, se dice que SPECTRE vuelve a estar en actividad aunque no participa de los acontecimientos que trata la novela. En On Her Majesty's Secret Service, el segundo capítulo de lo que se conoce como la “Trilogía Blofeld”, SPECTRE ha sido revivida por su líder. La última aparición de Blofeld (sin SPECTRE) ocurre en la novela final de la citada trilogía: Sólo se vive dos veces.
Más tarde, la novela de John Gardner For Special Services presenta a una nueva SPECTRE bajo la dirección de la hija de Blofeld, Nena Bismaquer. A pesar de que Bond logra finalmente que SPECTRE vuelva a formarse, la organización siguió teniendo participación en Role of Honour y Nobody Lives For Ever al mando de Tamil Rahani. El siguiente escritor de la franquicia Bond, Raymond Benson, vuelve a introducir a la asistente de Blofeld, Irma Bunt, en el cuento Blast From the Past, secuela de Sólo se vive dos veces.

### Películas
En la serie de películas de James Bond realizadas por Eon Productions, que comenzaron en 1962 con Dr. No, SPECTRE tiene un papel mucho más importante. La organización es mencionada por primera vez en aquella película por ser para quien trabaja el Dr. Julius No. Esta es una alteración de las novelas de Fleming, donde el Dr. No trabajaba para SMERSH, una agencia de contraespionaje soviética. En los filmes, SPECTRA reemplazó a SMERSH como principales villanos, aunque existe una breve referencia a SMERSH en la segunda película EON sobre Bond, Desde Rusia con amor. Además, la adaptación cinematográfica de Desde Rusia con amor también presenta la primera aparición en pantalla de Blofeld, pese a que solo se lo identifica por su nombre en los créditos al final de la película. 
Tras su ausencia en Goldfinger, SPECTRE regresa en Operación Trueno y vuelve a presentarse en los siguientes filmes: Sólo se vive dos veces, On Her Majesty's Secret Service y Diamonds Are Forever, a pesar de que no se utiliza el nombre de la organización en la última película. Después de Diamonds Are Forever SPECTRA y Blofeld se retiraron de la serie de EON, a excepción de un cameo de Blofeld (sin identificar en cuanto al nombre, pero distinguible por su gato) en la secuencia precréditos de For Your Eyes Only.
Con el relanzamiento de la franquicia Bond en Casino Royale (2006), con Daniel Craig como intérprete principal, el papel de villanos cayó en una organización terrorista representada en el film por el apostador Le Chiffre, organización con similitudes con SPECTRA que, no obstante, en la siguiente película Quantum of Solace (2008) se desvela con el nombre de Quantum. Finalmente se reincorpora SPECTRE en la cuarta película de la era de Daniel Craig, Spectre, que se estrenó el 6 de noviembre de 2015. En esta película se revela que Quantum, así como el villano de la película anterior Skyfall (2012) Raoul Silva, no son más que brazos subsidiarios de SPECTRE, organización encabezada por Franz Oberhauser, antigua identidad de quien se identifica como Blofeld. En la quinta y última película de la era de Daniel Craig, Sin tiempo para morir (2021), el villano principal Lyutsifer Safin es una víctima de SPECTRE que busca venganza e instrumentaliza entre otros a Bond para matar a todos los miembros de la organización. 

#### Cronología de apariciones en el ámbito de las películas
Los primeros indicios de la existencia de SPECTRA se dan en la primera película oficial de James Bond, Dr. No, en la que el Dr. No revela a James Bond que trabaja para SPECTRA, y su misión es sabotear el programa espacial de EE. UU. como ensayo de lo que SPECTRA es capaz de hacer.
En la segunda película, Desde Rusia con amor, se muestra con más detalle la organización terrorista, y presenta por primera vez a su líder, del que solo vemos sus manos acariciando un gato de ángora y al que se refieren únicamente como "Número 1". Esta vez, el plan de SPECTRE es robar un descodificador soviético y utilizarlo de cebo frente al Servicio Secreto Británico con el objeto de que envíen a James Bond en su busca y tenderle una trampa con la que vengar la muerte del Dr. No, y seguidamente pedir un rescate a los soviéticos para recuperar su artefacto robado. La encargada de llevar a cabo la misión es la agente N.º 3 de SPECTRA, una excoronel soviética llamada Rosa Klebb, quien se encarga de embaucar a una espía rusa para ofrecerle el decodificador a Bond y de elegir a un asesino de la isla privada SPECTRA, donde reclutan y entrenan a sus matones, para asesinar a Bond. Una vez más, SPECTRA fracasa y Blofeld castiga con la muerte la incompetencia de su agente Número 5, encargado de la planificación.
En Operación Trueno, el ejecutivo de SPECTRA se reúne en su base secreta de París, oculta tras las paredes de una sociedad benéfica que sirve de tapadera. Después de que los agentes informen a Blofeld, cuyo rostro está oculto detrás de una mampara, acerca de sus resultados en operaciones de menor importancia y tras la ejecución de uno de ellos por apropiamiento indebido de fondos, Blofeld da paso a lo que será su plan más ambicioso hasta la fecha, del que se encargará Emilio Largo, segundo al mando en SPECTRA. El plan es robar dos misiles nucleares mediante un infiltrado en la OTAN y pedir una sustanciosa suma de dinero a cambio de no hacerlas explotar. De nuevo su plan fracasa gracias a Bond, quien recupera las bombas y elimina a Largo.
De nuevo aparecerá otro perverso plan de SPECTRA en Sólo se vive dos veces, que esta vez está robando naves americanas y soviéticas para hacer enfrentar a las dos superpotencias y hacer estallar la guerra. Su base está en una isla de Japón, bajo un volcán artificial convertido en base espacial, y utiliza una empresa química japonesa como tapadera de sus actuaciones. La operación está financiada por una nación oriental desconocida interesada en la guerra. Bond descubre la base pero es detenido y llevado a presencia de Blofeld, quién por primera vez revela su rostro y verdadero nombre, interpretado por Donald Pleasence en la caracterización más memorable de Blofeld, calvo y con una gran cicatriz en un ojo. La base es destruida pero Blofeld logra huir.
En On Her Majesty's Secret Service Blofeld se oculta en una base sita en los Alpes suizos bajo la identidad del Conde de Bleauchamp, (interpretado esta vez por Telly Savalas) y pretende desarrollar una bacteria que acabe con los cultivos y destruya la economía mundial si no se le conmutan los cargos y le conceden el título de conde. Tras huir del asedio a su base por parte de Bond y sus aliados, es perseguido por Bond en trineo hasta ser empotrado contra dos ramas que le aprisionan el cuello y es dado por muerto. No obstante, al finalizar la película, Blofeld reaparece conduciendo un coche con un collarín, mientras su secretaria en la parte de atrás, dispara contra Bond matando a su esposa.
Blofeld volvió a aparecer, aunque esta vez con SPECTRA aparentemente desmantelada, en Diamonds Are Forever, interpretado por Charles Gray, esta vez con pelo. Aparentemente Bond cree matarlo en los precréditos cuando intentaba crear dobles de sí mismo para protegerse, sin embargo más avanzada la película, descubrimos que a quien mató fue a uno de sus dobles, y que Blofeld sigue vivo y tras un plan consistente en crear un generador láser que se activa por diamantes y puede destrozar naciones enteras, con el objeto de lograr un desarme mundial destruyendo los mayores arsenales del mundo, en su pretendida idea de lograr la paz mundial. Cuando Blofeld intenta huir de la destrucción de su base en un minisubmarino, Bond se hace con la grúa que lo debe hacer descender al mar, y lo balancea contra las instalaciones de su base haciéndolas estallar y dejando al villano a su suerte metido en el submarino y colgando de la grúa en medio de la base en llamas.
Este final tan incierto del destino de Blofeld pronto se resuelve en For Your Eyes Only, cuando en los precréditos vemos a un hombre calvo, de espaldas, ya que no muestra su cara, en silla de ruedas y con collarín acariciando a su gato ángora, en un intento de vengarse de Bond que viaja en un helicóptero que en realidad es dirigido por control remoto por Blofeld. No obstante Bond se hace con el control del vehículo antes de ser estrellado, y consigue volar hacia donde está el criminal y elevarlo por los aires antes de dejarlo caer al interior de una chimenea, por lo que se supone que muere. Se deduce que es Blofeld, aunque nunca se dice que sea él ni se menciona en los créditos, debido a la controversia de los derechos de Blofeld y SPECTRA con Kevin McClory.

#### Películas ajenas al canon
En 1983, Warner Bros. lanzó Nunca digas nunca jamás, una versión de Operación Trueno. Esta película, que no se considera como parte de la serie oficial de Bond, vuelve a relatar la historia de Operación Trueno, presentando nuevamente a SPECTRA y Blofeld.

### Videojuegos
Aunque no se menciona su nombre, SPECTRE aparece en el juego GoldenEye: Rogue Agent. Allí la organización parece ser mucho más poderosa comparada con las películas y libros, y aparentemente posee una gigantesca base submarina similar a la guarida de Karl Stromberg en La espía que me amó, al igual que un gran ejército de soldados bien equipados. También parece tener bajo su control tecnologías sumamente avanzadas, tales como realidad virtual y extraños generadores de energía albergados dentro de un volcán. El Dr. No y Auric Goldfinger aparecen como miembros de SPECTRE, aunque No «…abandonó las filas de nuestra organización. Debe ser eliminado». Tras la muerte del Dr. No, Goldfinger asume el control de la guarida en el volcán por medio del OMEN (Organic Mass Energy Neutralizer, en español: Neutralizador de Energía de Masas Orgánicas) que provoca la desintregración de la materia orgánica. Finalmente el OMEN explota liberando una enorme energía y matando a Goldfinger y a todos en la guarida (excepto al jugador, quien se encuentra a salvo en un área aislada. La ironía es que esa misma área era una trampa de Goldfinger donde el aire se agotaría para matar al jugador).
SPECTRE también aparece en el juego Desde Rusia con amor, aunque aquí es llamado OCTOPUS.

## Relevancia actual
Dentro de la franquicia de EON de películas de James Bond, SPECTRE dejó de ser relevante a finales de los años 1960, cuando la tensión de la Guerra Fría produjo una escalada de temperatura en los conflictos de la periferia en lugar de un lanzamiento de armas nucleares entre las Superpotencias. Estos conflictos incluían las mortíferas luchas en el Golfo Pérsico que contaban con el respaldo de la Unión Soviética o de los Estados Unidos (y donde Israel solía ser causa de disputas).
La situación continuó siendo tambaleante debido a la Guerra de Vietnam en los años 1960 y 1970, donde la invulnerable maquinaria de guerra estadounidense sufrió un gran revés en su prestigio local a causa su preocupación por las relaciones públicas pese a la crisis de confianza en su liderazgo político (véase Watergate). A ello debe agregarse el aumento de tropas militares soviéticas que parecían dispuestas para la conquista de Europa. Este escenario se volvía una realidad más palpable tras la derrota en el conflicto de Vietnam, por lo que Bond tuvo que convertirse en un "guerrero de sangue fría" interesado en evitar una guerra nuclear, asesinando (de ser necesario) a los líderes soviéticos para retrasar tal conflicto.
Durante las entrevistas que otorgó mientras producía varias de las películas de James Bond post-Connery, Albert "Cubby" Broccoli admitió frecuentemente que las historias originales de Fleming ya no eran relevantes para el mundo y la época actuales, por lo que se buscaba una historia más dramática. Incluso, en varios casos (como en La espía que me amó y Moonraker) la única similitud entre novela y película se hallaba en el nombre de la obra.
Sin embargo, después de la Guerra Fría, y más específicamente después del 11 de septiembre de 2001, los atentados terroristas adquirieron una importancia mucho mayor que cuando Fleming escribió sus libros.
El caso en cuestión es la película Moonraker. En las entrevistas que se incluyen en las ediciones de la película que salieron a la venta en DVD en 1999 y 2005, Broccoli hablaba sobre la novela de Fleming, donde SMERSH le pagaba a Hugo Drax para que lanzara un «V-2 mejorado» en el centro de Londres. En esa época Broccoli había considerado esto irrisorio y lo descartó en vista de la amenaza de una guerra nuclear entre los Superpoderes, donde las armas explosivas convencionales serían insignificantes. Además, una audiencia bien informada acerca de la actualidad no se sentiría amenazada en lo más mínimo por algo así.
No obstante, hoy en día, el argumento original de Moonraker sería mucho más relevante e inquietante. Un James Bond que se infiltra en un programa de armamento que fue utilizado para realizar un acto terrorista en Inglaterra es mucho más creíble. El Moonraker de Fleming podría ser filmado en la actualidad sin tener que realizársele las modificaciones que fueron necesarias en los años 1970.
La mismísima SPECTRE es ahora una organización relevante: no es necesario que los actos de terrorismo tengan una escala mundial, por lo que ahora la existencia de SPECTRE es posible. De momento, en el relanzamiento de la serie de películas en 2006, se presentó a una organización terrorista sin nombre como principal enemiga, posteriormente desvelada con el nombre de Quantum. En la película Spectre (2015), la organización vuelve a ser introducida, y la organización Quantum, así como Raoul Silva, villano de la película Skyfall (2012), son desvelados como brazos subsidiarios de SPECTRE.

## Problemas de derechos
SPECTRE y sus personajes fueron centro de largas reclamaciones legales que comenzaron en 1961 entre Kevin McClory e Ian Fleming a causa de los derechos fílmicos de Operación Trueno y la propiedad de la organización. En 1963, Fleming llegó a un acuerdo con McClory fuera de los tribunales mediante el cual McClory conservó los derechos de la película Operación Trueno mientras que Fleming mantenía los derechos literarios, permitiendo que su sucesor, John Gardner, utilizara a SPECTRE en varias de sus novelas.
También en 1963, los productores de Eon Productions Albert R. Broccoli y Harry Saltzman acordaron con McClory adaptar la novela para crear la cuarta película oficial de James Bond, estipulando que McClory renunciaba a la realización de futuras adaptaciones durante al menos diez años. A pesar de que SPECTRE y Blofeld fueron empleados en muchos filmes antes y después de Operación Trueno, el problema de derechos evitó que se convirtieran en los villanos de La espía que me amó. En 1983, McClory realizó la versión no oficial de Operación Trueno, titulada Nunca digas nunca jamás.
Aunque McClory conservó los derechos fílmicos de Operación Trueno hasta su muerte en 2006, en 2001 los tribunales de justicia nombraron a EON como depositarios exclusivos de los derechos fílmicos del personaje de ficción James Bond. Este tecnisismo evitaba que McClory pudiese crear otras adaptaciones de la novela.

## Agentes
Nº 1 - Ernst Stavro Blofeld: Líder de SPECTRE. Se caracteriza por aparecer con un gato de ángora en las películas.
Nº 2 - Emilio Largo: Segundo al mando y hombre de confianza de Blofeld. Encargado del robo de los misiles en Operación Trueno.
Nº 3 - Rosa Klebb: Excoronel soviética. Jefa de Operaciones de SPECTRE.
Nº 3: Jefe Técnico de la Sala de Control en la base japonesa.
Nº 4: Técnico de la base japonesa.
Nº 5 - Kronsteen: Director de Planificación de SPECTRE.
Nº 5: Asesor de SPECTRE en el robo de un tren británico.
Nº 6 - Coronel Jacques Bouvar: Responsable del asesinato de dos agentes del servicio británico.
Nº 7: Responsable de chantaje a un agente doble japonés.
Nº 9: Distribuidor de narcóticos chinos en EE. UU. junto a N.º 11.
Nº 10: Responsable del asesinato a un científico francés que desertó a Rusia.
Nº 11: Distribuidor de narcóticos chinos en EE. UU. junto a N.º 9.
Nº 11 - Helga Brandt: Asesina de SPECTRE como secretaria de Osato.

## Otros miembros no numerarios
Dr. Julius No: Experto en radioactividad de gran importancia para SPECTRE por sus conocimientos. Desvía los cohetes espaciales americanos desde su isla privada en Cabo Key.
Irma Bunt: Secretaria personal de Blofeld y administradora de la base en Pico Gloria. En las novelas además era amante y posteriormente esposa del mismo. Posible sucesora de Largo como segunda en el mando de SPECTRE.
Morzeny: Entrenador y encargado de la "Isla de Reclutamiento" de SPECTRE, que formaba a los terroristas y asesinos de la organización.
Donald "Red" Grant: El asesino más eficaz de la Isla SPECTRE, encargado de matar a Bond.
Fiona Volpe: Encargada de la Rama de Ejecución de SPECTRE. En Operación Trueno es la asesina principal.
Conde Lippe: Exmiembro de la sociedad secreta china de los Tong y encargado de reclutar y preparar al infiltrado en la OTAN. Tras cometer un error que pudo perjudicar la misión, es ejecutado por Fiona Volpe bajo órdenes de Blofeld.
Sr. Osato: Presidente de Industrias Osato, rama japonesa de SPECTRE.
Hans: Guardaespaldas de Blofeld.
Ladislav Kutze: Físico nuclear polaco que se une a SPECTRE para asesorar en el manejo de los misiles robados en Operación Trueno. Tras percatarse de la crueldad de Emilio Largo, traiciona a la organización y ayuda a Bond a detener las bombas.
Angelo Palazzi: Piloto contratado por SPECTRE para suplantar al Mayor Derval de la OTAN mediante una operación estética y así robar los misiles nucleares. Tras cumplir su cometido, fue asesinado por Largo.
Vargas, Janni y Quist: Sicarios de Emilio Largo.
Profesor R. J. Dent: Geólogo de Jamaica; contacto directo con el Dr. No.
Srta. Taro: Espía del Dr. No infiltrada en la embajada de Jamaica.
Sr. Jones: Falso chófer enviado por el Dr. No para asesinar a Bond.
Tres Falsos Ciegos: Asesinos del Dr. No.
Fotógrafa: Espía del Dr. No.
Grunther: Criado y sicario de Blofeld en Pico Gloria.
Bert Saxby: Contacto directo con Blofeld en Diamonds Are Forever.
Sr. Wint y Sr. Kidd: Asesinos de Blofeld encargados de eliminar a todos los contrabandistas de diamantes para no dejar pistas en la adquisición de los mismos.
Thumper y Bambi: Guardianas del multimillonario Willard Whyte, al que secuestran para que Blofeld usurpe su identidad.
Dr. Metz: Científico idealista y pacifista embaucado por Blofeld para trabajar en su generador láser.

## Repercusiones fuera de la serie oficial
Tanto Blofeld como SPECTRE han sido modelo para otras producciones y series de TV:
- Nunca digas nunca jamás : Película no oficial de Bond y versión de Operación Trueno que responde a las demandas impuestas por el director Kevin McClory sobre los derechos cinematográficos sobre la organización y el libro. En esta película Blofeld, interpretado por Max von Sydow, es presentado como un anciano refinado con barba blanca, aunque también aparece con el gato de angora pese a que es una invención de las películas y no del libro en que se basa. Los otros agentes que aparecen son Maximilian Largo (versión del segundo al mando Emilio Largo) y la agente N.º 12 Fatima Blush (versión de Fiona Volpe), además del físico Kovacs (versión de Kutze).
- Saga de películas de Austin Powers : Son en sí una parodia a las películas Bond, en las que el villano principal, Dr. Maligno, es una parodia al Blofeld de Donald Pleasence, y su organización es similar a SPECTRE, con versiones de Emilio Largo o Rosa Klebb.
- Inspector Gadget : El malo de la serie animada, Dr. Claw, y su organización MAD, son muy similares a Blofeld y SPECTRE. Al igual que en las primeras películas de Bond, no se muestra el rostro del villano y solo aparece su mano con un guante de acero y un anillo con el símbolo de MAD (también similar al pulpo de SPECTRE) acariciando un gato horripilante.
- Superagente 86 : Esta serie de televisión incluía una organización parecida a SPECTRE llamada KAOS.
- Los increíbles : La película animada de Pixar toma prestadas varias cosas de los filmes de James Bond, incluyendo a la isla/guarida similar a la de SPECTRE con un ejército que respaldan al villano principal.
- Our Man Flint : En esta parodia a Bond, la organización Galaxy es una imitación de SPECTRE.
- Dentro del mundo de los cómics existen varias organizaciones de villanos con alguna similitud respecto a SPECTRE. Entre ellas se destacan Hydra, A.I.M. (ambas pertenecientes a Marvel Comics) y el culto de Kobra (DC Comics)